# Philonicus fulginosus
Philonicus fulginosus là một loài ruồi trong họ Asilidae. Philonicus fulginosus được Bellardi miêu tả năm 1861.